# Piblangerbach
Le Piblangerbach est un ruisseau du département de la Moselle en région Grand Est, et un affluent droit de l'Anzelingerbach, donc un sous-affluent du Rhin par la Nied, la Sarre et la Moselle.

## Géographie
De 6,9 km de longueur

### Communes traversées
Dans le seul département de la Moselle, le ruisseau le Piblangerbach traverse seulement les trois communes de Piblange, Hestroff, Anzeling.

## Hydronymie
Hydronyme signifiant « ruisseau de Piblange » et fait référence à la commune du même nom.